# American Heritage Rivers
American Heritage Rivers (von englisch „heritage“: Erbe, Vermächtnis) werden von der United States Environmental Protection Agency ausgewiesen, um spezielle Aufmerksamkeit zu erwecken und zwar in dreierlei Hinsicht: Schutz der natürlichen Ressourcen und der Umwelt, wirtschaftliche Revitalisierung sowie Erhaltung von Geschichte und Kultur. Dabei werden die Bemühungen verschiedener Regierungsorganisationen koordiniert.
Die Initiative wurde durch die Executive Order 13061 am 11. September 1997 durch Präsident Bill Clinton ins Leben gerufen.

## Liste der Flüsse
Präsident Clinton erklärte am 30. Juli 1998 insgesamt 14 Flüsse oder Flusssysteme zu American Heritage Rivers.
- Blackstone River und Woonasquatucket River (MA, RI)
- Connecticut River (NH, VT, MA, CT)
- Cuyahoga River (OH)
- Detroit River (MI, ON)
- Hanalei River (HI)
- Hudson River (NY)
- unterer Mississippi River (LA, TN, AR)
  - Wolf River in Memphis
- Potomac River (DC, MD, VA, WV)
- New River (NC, VA, WV)
- Rio Grande (CO, NM, TX)
- St. Johns River (FL)
- oberer Mississippi River (IA, IL, MN, MO)
- oberer Susquehanna River und Lackawanna River (PA)
- Willamette River (OR)